# 광업등록사무소
광업등록사무소(鑛業登錄事務所, Mine Registration Office)는 광업등록에 관한 사무를 관장하는 대한민국 산업통상자원부의 소속기관이다. 1973년 1월 16일 발족하였으며, 세종특별자치시 한누리대로 402에 위치하고 있다. 소장은 서기관·기술서기관·행정사무관 또는 공업사무관으로 보한다.

## 연혁
- 1948년 11월 4일: 상공부 광무국에 광무과 설치.
- 1973년 1월 16일: 공업진흥청 소속 광업등록사무소로 개편.
- 1978년 1월 1일: 동력자원부 소속으로 변경.
- 1993년 3월 6일: 상공자원부 소속으로 변경.
- 1994년 12월 23일: 통상산업부 소속으로 변경.
- 1998년 2월 28일: 산업자원부 소속으로 변경.
- 2008년 2월 29일: 지식경제부 소속으로 변경.
- 2013년 3월 23일: 산업통상자원부 소속으로 변경.

## 조직

### 소장
- 등록팀[1]
- 심사팀[2]

## 같이 보기
- 한국광물자원공사
- 한국광해관리공단